# Rotella tagliapasta

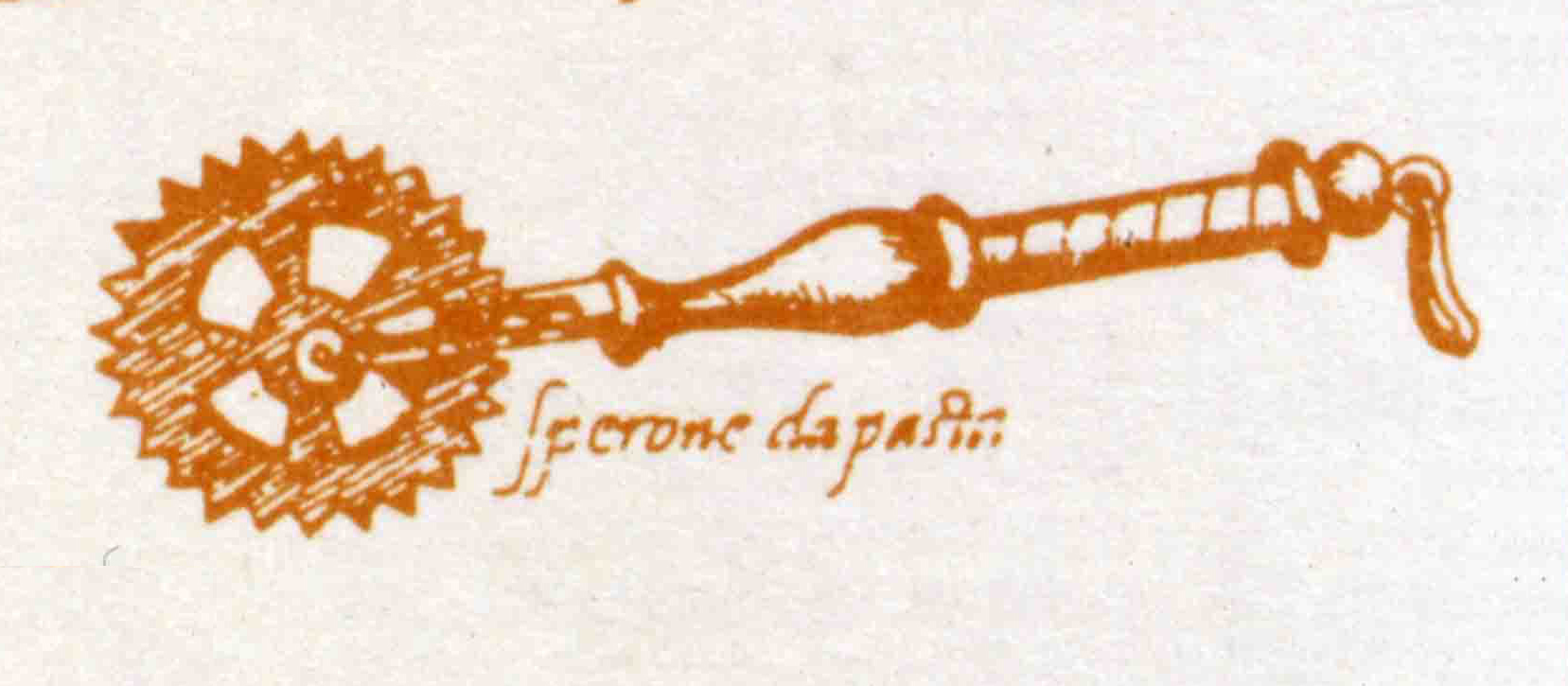
La rappresentazione della rotella (detta sperone) per la pasta nell'Opera di Bartolomeo Scappi, 1570

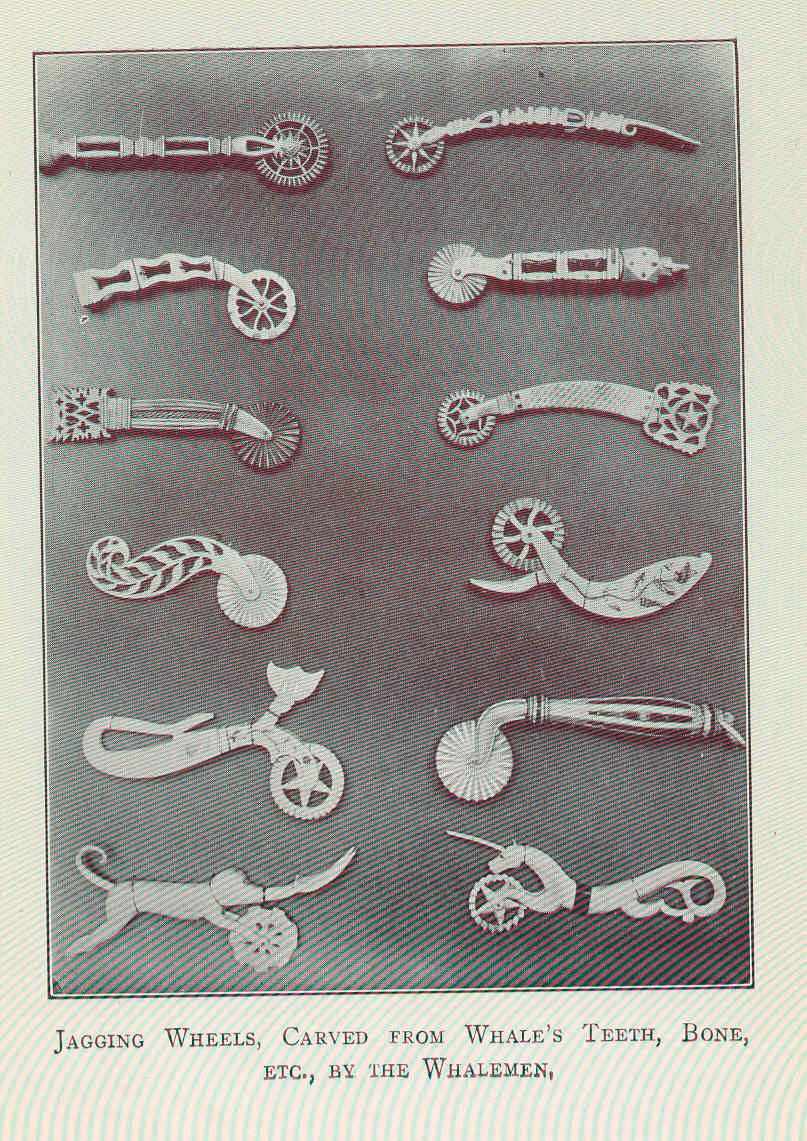
Rotelle fatte di denti di balena, 1915

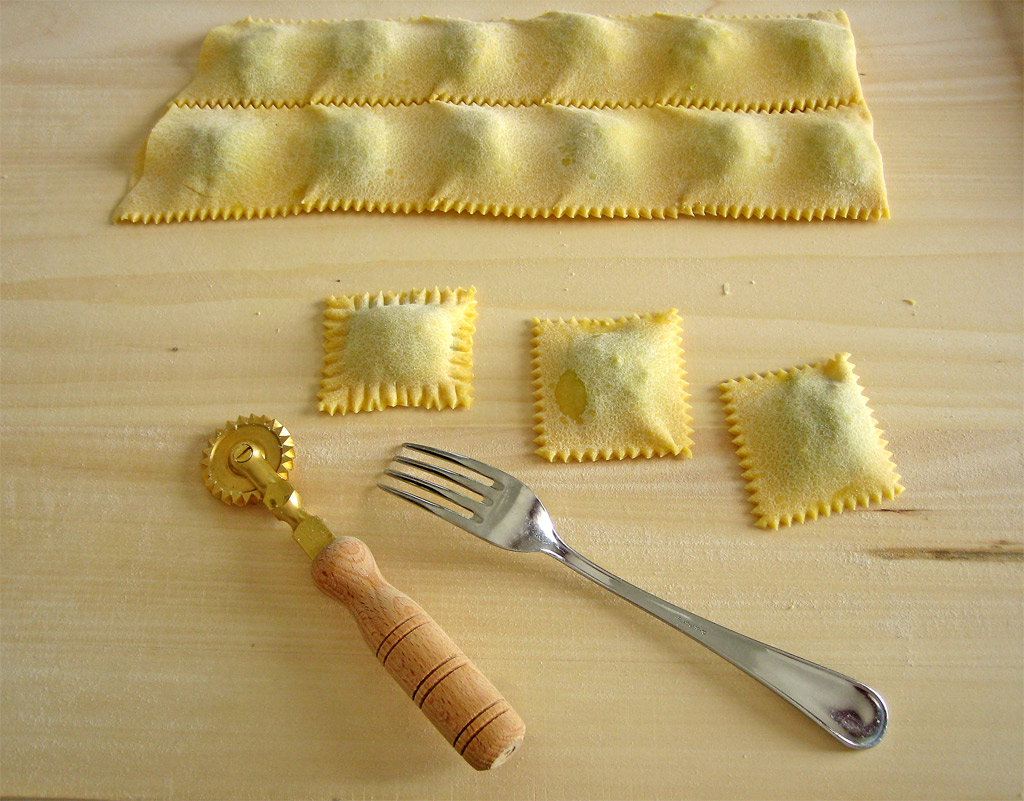
Una rotella dentellata e una forchetta per i ravioli

La rotella tagliapasta o speronella è un piccolo attrezzo domestico usato in cucina per ritagliare in maniera precisa la sfoglia di pasta. Anticamente chiamata "sperone", la sua forma ricorda lo sperone utilizzato dai cavalieri. È considerata tra gli attrezzi da cucina più antichi, diventato popolare con il diffondersi, in varie parti del continente europeo, del consumo di pasta fresca.

## Caratteristica
Di solito è costituita da un manico di legno e da una rotella in metallo. Nel corso dei secoli perde la sua denominazione di sperone e s'arricchisce di modelli più raffinati con manici elaborati in osso, avorio o argento ed intagli geometrici e zoomorfi.
Oggi l'attrezzo è spesso dotato di una coppia di rotelline (in acciaio inox o in ottone), una con filo liscio e una con filo a zig-zag, per ottenere un bordo lineare oppure festonato ed eventualmente saldare due bordi sovrapposti in caso di pasta ripiena (cappelletti, ravioli). Esistono anche modelli più grandi per tagliare pizza o prodotti dolciari.

## Storia
È documentata già nel IV secolo a.C.: una rotella dentata simile a quella che si usa oggi è raffigurata, tra altri arnesi per fare la pasta, su un pilastro della tomba etrusca detta dei Rilievi presso Cerveteri.
Viene citata per la prima volta, nel 1549, come “speronele”  da Cristoforo di Messisbugo al paragrafo che elenca le masserizie da cucina del suo Libro nuovo nel qual s'insegna il modo d'ordinar Banchetti … E con la didascalia “sperone da pasta”, Bartolomeo Scappi nel suo Opera (1570) ce ne dà la prima raffigurazione conosciuta.
Nel XIX secolo, tra gli articoli più comuni in osso o avorio ( scrimshaw), le rotelle sono vere opere d'arte. E la maggior parte di esse sono parte di collezioni permanenti di vari musei statunitensi. Il museo del cibo a Collecchio possiede una ricca collezione di speronelle.
Esemplari antichi di rotelle tagliapasta sono conservati in vari musei, tra cui il Museo Ettore Guatelli nel parmense e il Museo storico culturale Kamemi di Ragusa.